# BMW R 32
La BMW R 32, es una motocicleta diseñada por Max Friz para BMW en 1922. Primera moto producida por BMW, fue presentada al público por primera vez en el Salón Internacional del Automóvil en Berlín el 28 de septiembre de 1923. Comenzó a producirse en 1923 con un motor M2B33 de 494 CC de cilindrada que producían 8,57 CV a 3200 rpm que impulsaba la moto a un máximo de 95 km/h. El precio de la motocicleta en 1925 era de 2200 Reichsmarks. El sistema de iluminación, la bocina, el velocímetro y el asiento del pasajero no estaban incluidos. La producción terminó en 1926 después de 3090 unidades producidas; siendo sucedida por la BMW R 42.

## Desarrollo
BMW fabricaba motores de avión durante la Primera Guerra Mundial, pero se vio obligado a diversificarse después de que el Tratado de Versalles prohibiera a la Fuerza Aérea Alemana la fabricación de aviones.

Inicialmente se centraron en el diseño y la fabricación de motores industriales. BMW diseñó y fabricó el motor bicilíndrico plano M2B15 para Victoria Werke AG en 1919. El motor se pensó inicialmente como un motor industrial portátil, pero encontró su uso principal en las motocicletas Victoria.
Tras la fusión de BMW con Bayerische Flugzeugwerke, Franz Josef Popp; director general de BMW, pidió a Max Friz; director de diseño, que evaluará la motocicleta Helios. Al completar su evaluación, Friz condenó el diseño del cigüeñal transversal, que restringía en gran medida el enfriamiento del cilindro trasero. Friz rediseño la motocicleta Helios y el resultado se denominó BMW R 32 que comenzó a producirse en 1923, convirtiéndose en la primera motocicleta en llevar la insignia BMW.

## Especificaciones
El motor M2B33 en la R 32 tenía una cilindrada de 494 cc y tenía una unidad de cilindro/culata de válvula lateral de hierro fundido.
El motor producía 8,5 CV, lo que impulsaba la R 32 a una velocidad máxima de 95 km/h. El motor y la caja de cambios formaban una sola unidad. El motor presentaba un sistema de lubricación de cárter húmedo recirculante en un momento en que la mayoría de los fabricantes de motocicletas usaban un sistema de lubricación de pérdida total.[cita requerida]
Friz orientó el motor bóxer M2B33 del R 32 con las cabezas de los cilindros sobresaliendo a cada lado para una mejor refrigeración, contrarrestando así los problemas de refrigeración encontrados en la Helios.
La R 32 usaba transmisión final por eje desde un acoplamiento flexible en el eje de salida de la caja de cambios hasta un piñón que impulsaba una corona en el cubo de la rueda trasera.[cita requerida]
La R 32 tenía un marco de acero tubular con tubos descendentes gemelos que continuaban debajo del motor hasta la rueda trasera. La horquilla delantera tenía un diseño de eslabón de arrastre suspendido por una ballesta. La rueda trasera estaba rígidamente montada.[cita requerida]
En la primera serie, el frenado se lograba únicamente con una ‘llanta ficticia’ en la rueda trasera con dos zapatas de freno acolchadas colocadas dentro. Uno sería operado por la palanca derecha, ahora tradicional, y el otro por el uso de una palanca accionada por el talón en el lado derecho. En años posteriores se redirigiría la palanca delantera derecha y el cable a un freno de tambor delantero.[cita requerida]